# هیدنزی
هیدنزی (به آلمانی: Hiddensee) یک شهر در آلمان است که در فرپومرن-روگن واقع شده‌است.

## نگارخانه

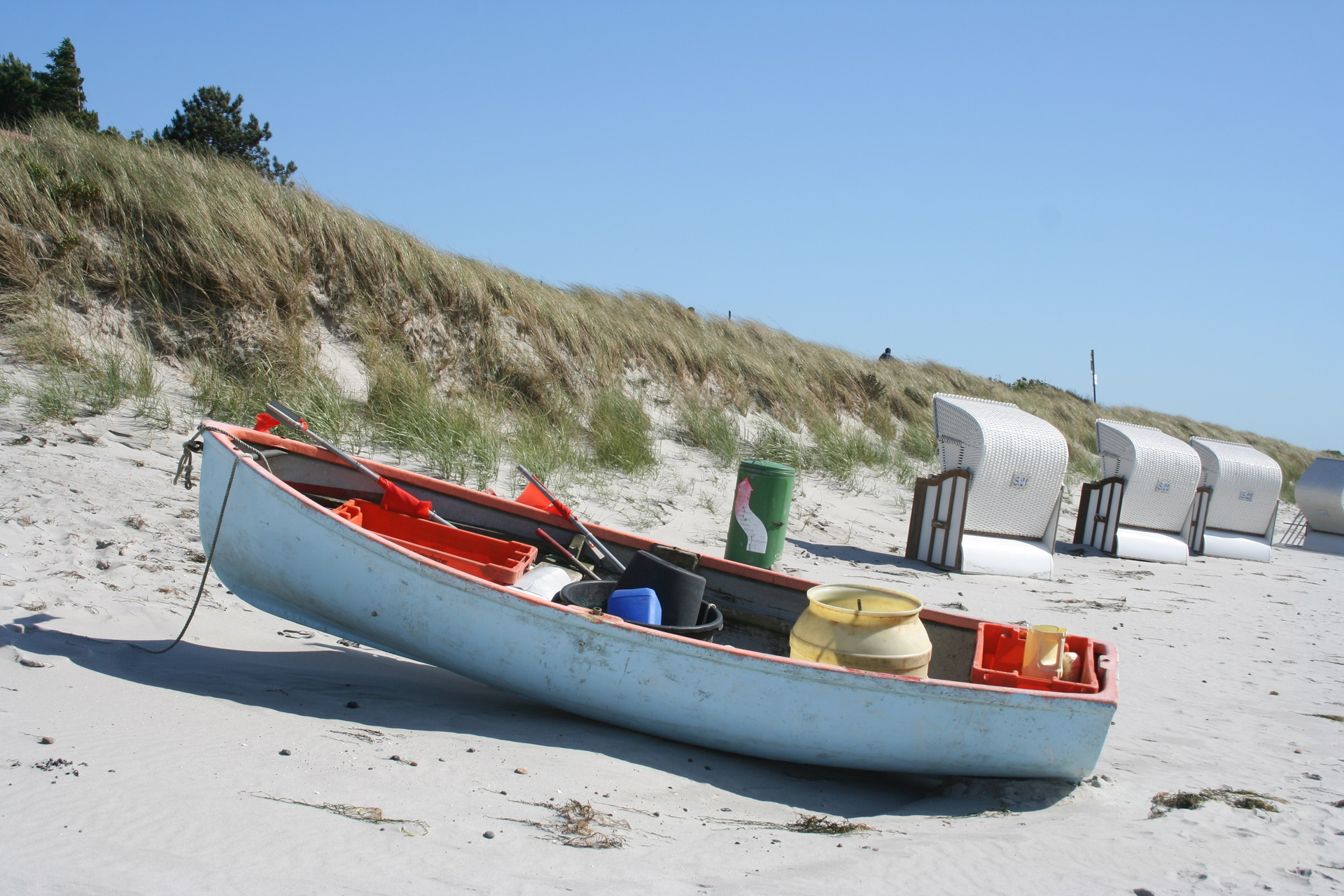
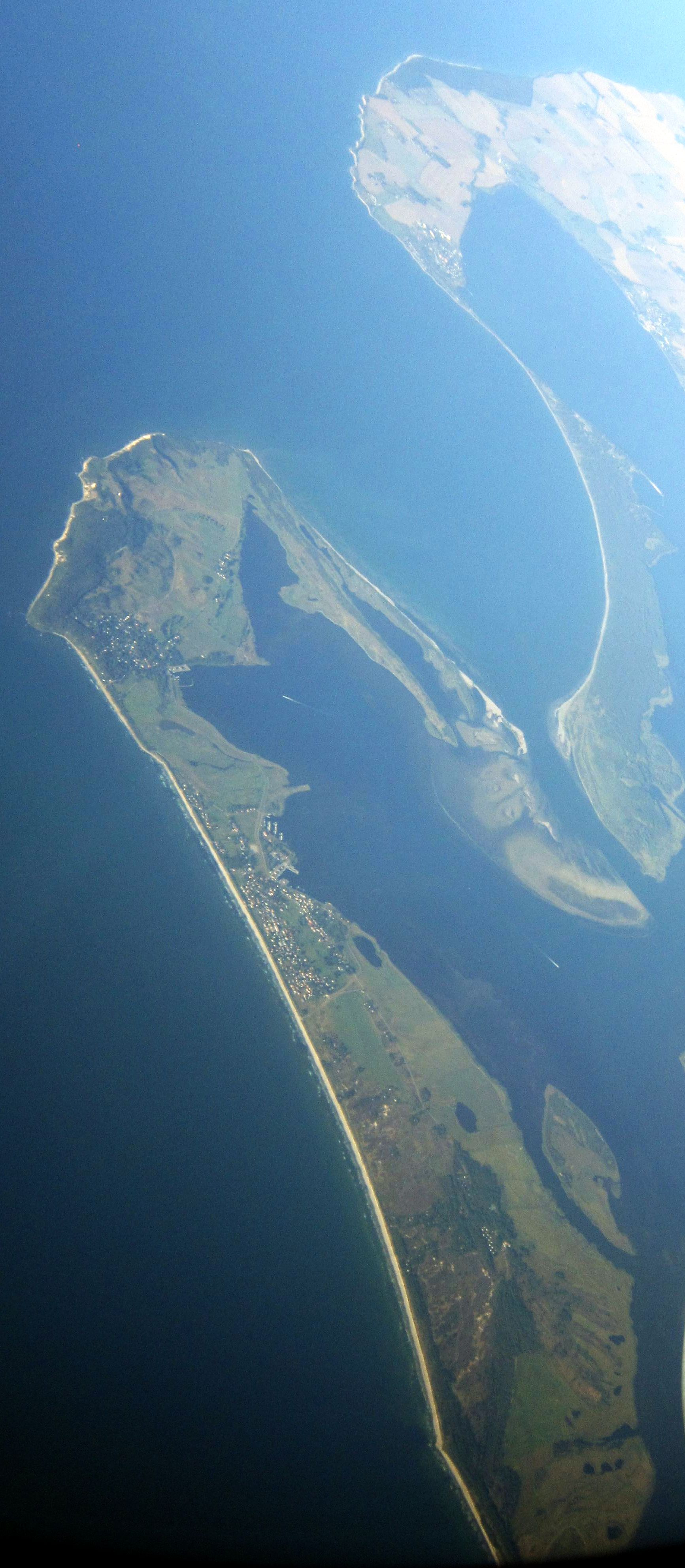
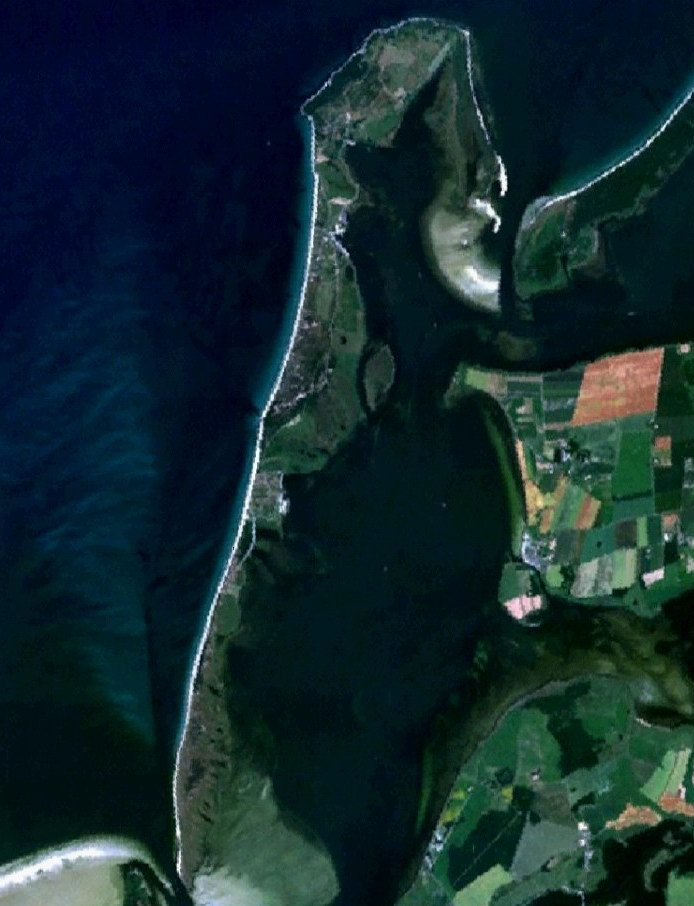

## خصوصیات
هیدنزی ۱٬۰۷۷ نفر جمعیت دارد.